# Bouteloua purpurea
Bouteloua purpurea là một loài thực vật có hoa trong họ Hòa thảo. Loài này được Gould & Kapadia mô tả khoa học đầu tiên năm 1964.